# Brion (Isère)
Brion é uma comuna francesa na região administrativa de Auvérnia-Ródano-Alpes, no departamento de Isère. Estende-se por uma área de 3,94 km². Em 2010 a comuna tinha 147 habitantes (densidade: 37,3 hab./km²).